# شومیوووکا
شومیوووکا (به لهستانی:  Szumiłówka) یک روستا در لهستان است که در گمینا نوژتس-ستاتسیا واقع شده‌است.